# I liga argentyńska w piłce nożnej (1957)
Mistrzem Argentyny w roku 1957 został klub River Plate, a wicemistrzem Argentyny klub San Lorenzo de Almagro.
Do drugiej ligi spadł ostatni klub w tabeli spadkowej – Ferro Carril Oeste. Na jego miejsce awansował z drugiej ligi klub Central Córdoba Rosario.

## Primera División

### Kolejka 1
| Data        | Mecz |
| ----------- | --- |
| 5 maja 1957 | Rosario Central – River Plate 1:1 Alberto Sánchez - Roberto Zárate                                                          |
| 5 maja 1957 | Boca Juniors – Estudiantes La Plata 1:0 Pedro Mansilla                                                                      |
| 5 maja 1957 | Independiente – CA Huracán 2:0 Camilo Cervino, Ernesto Grillo                                                               |
| 5 maja 1957 | Vélez Sarsfield – Argentinos Juniors 1:1 Ernesto Sansone - Ángel Allegri s                                                  |
| 5 maja 1957 | Atlanta Buenos Aires – Ferro Carril Oeste 1:0 Luis Bravo                                                                    |
| 5 maja 1957 | Gimnasia y Esgrima La Plata – Club Atlético Lanús 2:2 Diego Bayo, Ismael Villegas - Alfredo Rojas (2)                       |
| 5 maja 1957 | CA Tigre – Newell’s Old Boys 0:1 Osvaldo Nardiello                                                                          |
| 5 maja 1957 | San Lorenzo de Almagro – Racing Club de Avellaneda 2:2 José F. Sanfilippo, Ángel Cigna - Juan J. Pizzuti, Juan C. Mendiburu |

### Kolejka 2
| Data         | Mecz |
| ------------ | --- |
| 12 maja 1957 | River Plate – Club Atlético Lanús 5:2 Eliseo Prado (2), Roberto Zárate, Héctor De Bourgoing (2) - José Nazionale (k), Alfredo Rojas                                                                    |
| 12 maja 1957 | Boca Juniors – Gimnasia y Esgrima La Plata 3:1 Juan J. Rodríguez (2), Osvaldo Zubeldía - Diego Bayo |
| 12 maja 1957 | Racing Club de Avellaneda – Rosario Central 2:1 Pedro Manfredini, Oreste Corbatta - Ricardo F. Giménez                                                                                                 |
| 12 maja 1957 | Newell’s Old Boys – Independiente 1:1 Luis Pereyra - Ricardo Bonelli |
| 12 maja 1957 | Ferro Carril Oeste – Vélez Sarsfield 1:2 Francisco Devita (k) - Juan J. Ferraro, Luis A. Manzi |
| 12 maja 1957 | Argentinos Juniors – San Lorenzo de Almagro 3:3 Ricardo Trigili (2), Jorge Martín - Rubén Fernández Real, José R. Herrera, José F. Sanfilippo mecz rozegrany został na stadionie klubu Vélez Sarsfield |
| 12 maja 1957 | CA Huracán – Atlanta Buenos Aires 3:0 Roberto Bellomo, Miguel Romero, Norberto Méndez |
| 12 maja 1957 | Estudiantes La Plata – CA Tigre 6:1 Rubén Koroch (3), Alberto Cazaubón, Héctor Antonio, Felipe Bracamonte - Eugenio Aguilar                                                                            |

### Kolejka 3
| Data         | Mecz |
| ------------ | --- |
| 19 maja 1957 | Gimnasia y Esgrima La Plata – River Plate 0:2 Héctor De Bourgoing, Juan E. Urriolabeitía                                                                               |
| 19 maja 1957 | Club Atlético Lanús – Racing Club de Avellaneda 4:3 Urbano Reynoso (2), Silvio Salvatierra, Emilio Fernández - Oreste Corbatta (k), Juan C. Mendiburu, Juan J. Pizzuti |
| 19 maja 1957 | CA Tigre – Boca Juniors 1:1 Adalberto Rodríguez (k) - Juan J. Rodríguez                                                                                                |
| 19 maja 1957 | Rosario Central – Argentinos Juniors 3:0 Miguel A. Juárez (2), Alberto Sánchez                                                                                         |
| 19 maja 1957 | Vélez Sarsfield – CA Huracán 0:1 Julio Boreni |
| 19 maja 1957 | Independiente – Estudiantes La Plata 2:3 Américo Sesti, Camilo Cervino - Felipe Bracamonte (2), Alberto Cazaubón                                                       |
| 19 maja 1957 | Atlanta Buenos Aires – Newell’s Old Boys 2:2 Horacio Onzari (2) - Luis Pereyra, Osvaldo Nardiello                                                                      |
| 19 maja 1957 | San Lorenzo de Almagro – Ferro Carril Oeste 3:0 Ángel Cigna, José F. Sanfilippo (2, 1k)                                                                                |

### Kolejka 4
| Data         | Mecz |
| ------------ | --- |
| 26 maja 1957 | Racing Club de Avellaneda – River Plate 1:2 Eduardo Balassanian - Héctor De Bourgoing, Roberto Zárate                                       |
| 26 maja 1957 | Boca Juniors – Independiente 2:0 Antonio Angelillo (2)                                                                                      |
| 26 maja 1957 | Estudiantes La Plata – Atlanta Buenos Aires 1:0 Perfecto Rodríguez                                                                          |
| 26 maja 1957 | Argentinos Juniors – Club Atlético Lanús 3:2 José A. Carbone, Héctor Tedeschi, Ricardo Trigili - Urbano Reynoso, Bernabé Carranza           |
| 26 maja 1957 | Newell’s Old Boys – Vélez Sarsfield 0:0 |
| 26 maja 1957 | CA Huracán – San Lorenzo de Almagro 3:5 Roberto Bellomo (2), Norberto Méndez - José R. Herrera (2), Norberto Boggio (2), José F. Sanfilippo |
| 26 maja 1957 | Ferro Carril Oeste – Rosario Central 2:0 Juan C. Manuelle, Ernesto Juárez                                                                   |
| 26 maja 1957 | CA Tigre – Gimnasia y Esgrima La Plata 5:0 Julio Porcel de Peralta, Humberto Franchi (2), Adalberto Rodríguez, Roberto Apiciafuocco         |

### Kolejka 5
| Data           | Mecz |
| -------------- | --- |
| 2 czerwca 1957 | River Plate – Argentinos Juniors 6:2 Norberto Menéndez (2), Roberto Zárate (3, 1k), Héctor De Bourgoing (k) - José A. Carbone (2) |
| 2 czerwca 1957 | Atlanta Buenos Aires – Boca Juniors 2:1 Héctor García s, Horacio Onzari - Juan J. Rodríguez                                       |
| 2 czerwca 1957 | San Lorenzo de Almagro – Newell’s Old Boys 0:1 Luis Pereyra                                                                       |
| 2 czerwca 1957 | Independiente – CA Tigre 2:0 José N. Villegas (2)                                                                                 |
| 2 czerwca 1957 | Gimnasia y Esgrima La Plata – Racing Club de Avellaneda 0:2 Eduardo Balassanian, José M. Ferrero                                  |
| 2 czerwca 1957 | Club Atlético Lanús – Ferro Carril Oeste 3:1 Emilio Fernández (2), Urbano Reynoso - Osvaldo Diez                                  |
| 2 czerwca 1957 | Vélez Sarsfield – Estudiantes La Plata 1:0 Ludovico Avio                                                                          |
| 2 czerwca 1957 | Rosario Central – CA Huracán 1:2 Miguel A. Juárez - Orlando Peloso, Roberto Bellomo                                               |

### Kolejka 6
| Data           | Mecz |
| -------------- | --- |
| 9 czerwca 1957 | Ferro Carril Oeste – River Plate 2:4 Juan C. Manuelle, Alberto Evaristo - Norberto Menéndez, Eliseo Prado, Ángel Labruna (2)                                             |
| 9 czerwca 1957 | Boca Juniors – Vélez Sarsfield 2:0 Miguel A. Gallo s, Antonio Rattín |
| 9 czerwca 1957 | Argentinos Juniors – Racing Club de Avellaneda 3:1 Mario Sciarra, Osvaldo Panzutto, Orlando Nappe - Juan J. Pizzuti mecz rozegrany został na stadionie klubu River Plate |
| 9 czerwca 1957 | Newell’s Old Boys – Rosario Central 1:1 Héctor Berón - Miguel A. Juárez                                                                                                  |
| 9 czerwca 1957 | CA Huracán – Club Atlético Lanús 4:1 Orlando Peloso, Julio Boreni, Julio Marcarian, Miguel A. Romero - Ramón Moyano (k)                                                  |
| 9 czerwca 1957 | Estudiantes La Plata – San Lorenzo de Almagro 0:0 |
| 9 czerwca 1957 | Independiente – Gimnasia y Esgrima La Plata 1:1 Rodolfo Micheli - Diego Bayo                                                                                             |
| 9 czerwca 1957 | CA Tigre – Atlanta Buenos Aires 3:1 Julio Porcel de Peralta, Humberto Franchi, Roberto Quintana - Horacio Onzari                                                         |

### Kolejka 7
| Data            | Mecz                                                                                               |
| --------------- | -------------------------------------------------------------------------------------------------- |
| 16 czerwca 1957 | San Lorenzo de Almagro – Boca Juniors 3:2 Miguel A. Ruiz (3, 1k) - Osvaldo Zubeldía, Eduardo Senés |
| 16 czerwca 1957 | River Plate – CA Huracán 2:2 Ángel Labruna (2) - Orlando Peloso (k), Roberto Bellomo               |
| 16 czerwca 1957 | Racing Club de Avellaneda – Ferro Carril Oeste 2:0 Antonio Aguiar, Raúl O. Belén                   |
| 16 czerwca 1957 | Rosario Central – Estudiantes La Plata 2:0 Juan A. Castro (k), Miguel A. Juárez                    |
| 16 czerwca 1957 | Vélez Sarsfield – CA Tigre 1:1 Ángel Allegri (k) - Julio Porcel de Peralta (k)                     |
| 16 czerwca 1957 | Atlanta Buenos Aires – Independiente 1:1 Horacio Onzari - Américo Sesti                            |
| 16 czerwca 1957 | Club Atlético Lanús – Newell’s Old Boys 2:0 Ramón Moyano, José V. Zurita                           |
| 16 czerwca 1957 | Gimnasia y Esgrima La Plata – Argentinos Juniors 3:1 Diego Bayo (3) - Osvaldo Panzutto             |

### Kolejka 8
| Data            | Mecz |
| --------------- | --- |
| 23 czerwca 1957 | Newell’s Old Boys – River Plate 0:2 Roberto Zárate, Héctor De Bourgoing                                                          |
| 23 czerwca 1957 | Boca Juniors – Rosario Central 0:0                                                                                               |
| 23 czerwca 1957 | CA Tigre – San Lorenzo de Almagro 4:2 Roberto Quintana, Julio Porcel de Peralta (3, 1k) - Miguel A. Ruiz (k), José F. Sanfilippo |
| 23 czerwca 1957 | CA Huracán – Racing Club de Avellaneda 1:1 Miguel A. Romero - Antonio Aguiar                                                     |
| 23 czerwca 1957 | Ferro Carril Oeste – Argentinos Juniors 2:1 Alberto Evaristo (k), Juan C. Manuelle - Orlando Nappe (k)                           |
| 23 czerwca 1957 | Estudiantes La Plata – Club Atlético Lanús 2:2 Rubén Koroch, Héctor Antonio - Alfredo Rojas, Bernabé Carranza                    |
| 23 czerwca 1957 | Independiente – Vélez Sarsfield 3:0 Rodolfo Micheli (2), Osvaldo Cruz                                                            |
| 23 czerwca 1957 | Atlanta Buenos Aires – Gimnasia y Esgrima La Plata 0:0                                                                           |

### Kolejka 9
| Data            | Mecz |
| --------------- | --- |
| 30 czerwca 1957 | River Plate – Estudiantes La Plata 6:1 Ángel Labruna (2), Roberto Zárate (2, 1k), Héctor De Bourgoing, Eliseo Prado - Rubén Koroch  |
| 30 czerwca 1957 | Club Atlético Lanús – Boca Juniors 1:1 Alfredo Rojas - Pedro Mansilla                                                               |
| 30 czerwca 1957 | San Lorenzo de Almagro – Independiente 2:1 Miguel A. Ruiz, José F. Sanfilippo - Carlos Cecconato                                    |
| 30 czerwca 1957 | Vélez Sarsfield – Atlanta Buenos Aires 1:1 Luis A. Manzi - José Fernández Den                                                       |
| 30 czerwca 1957 | Gimnasia y Esgrima La Plata – Ferro Carril Oeste 3:2 Ismael Villegas (2, 1k), Luis Cúcaro s - Nelson Martínez, Alberto Evaristo (k) |
| 30 czerwca 1957 | Racing Club de Avellaneda – Newell’s Old Boys 1:2 Raúl O. Belén - Héctor Berón, Manuel Barrionuevo                                  |
| 30 czerwca 1957 | Rosario Central – CA Tigre 1:1 Antonio Ramírez - Adalberto Rodríguez                                                                |
| 30 czerwca 1957 | Argentinos Juniors – CA Huracán 0:2 E. Sánchez (2) mecz rozegrany został na stadionie klubu Boca Juniors                            |

### Kolejka 10
| Data          | Mecz |
| ------------- | --- |
| 21 lipca 1957 | Boca Juniors – River Plate 2:2 Eduardo Senés, Pedro Mansilla - Norberto Menéndez, Héctor De Bourgoing                   |
| 21 lipca 1957 | Atlanta Buenos Aires – San Lorenzo de Almagro 1:3 José Fernández Den (k) - José R. Herrera, Ángel Cigna, Miguel A. Ruiz |
| 21 lipca 1957 | Independiente – Rosario Central 1:2 Ricardo Bonelli - Miguel A. Juárez (2)                                              |
| 21 lipca 1957 | Newell’s Old Boys – Argentinos Juniors 0:0                                                                              |
| 21 lipca 1957 | CA Huracán – Ferro Carril Oeste 4:0 Julio Marcarian, Roberto Bellomo, Julio Boreni, Carlos Arredondo                    |
| 21 lipca 1957 | Estudiantes La Plata – Racing Club de Avellaneda 1:3 Rubén Koroch - Norberto Cupo (2), Oreste Corbatta                  |
| 21 lipca 1957 | CA Tigre – Club Atlético Lanús 1:1 Adalberto Rodríguez (k) - Benito Cejas                                               |
| 21 lipca 1957 | Vélez Sarsfield – Gimnasia y Esgrima La Plata 0:1 Diego Bayo                                                            |

### Kolejka 11
| Data          | Mecz                                                                                                  |
| ------------- | --- |
| 27 lipca 1957 | River Plate – CA Tigre 1:0 Roberto Zárate                                                             |
| 27 lipca 1957 | Racing Club de Avellaneda – Boca Juniors 2:0 Juan C. Mendiburu (2)                                    |
| 27 lipca 1957 | San Lorenzo de Almagro – Vélez Sarsfield 4:0 Raúl Martínez (2), Ángel Cigna, Norberto Boggio          |
| 27 lipca 1957 | Gimnasia y Esgrima La Plata – CA Huracán 0:1 Julio Boreni                                             |
| 27 lipca 1957 | Club Atlético Lanús – Independiente 3:0 Bernabé Carranza (2), Alfredo Rojas                           |
| 27 lipca 1957 | Rosario Central – Atlanta Buenos Aires 1:0 Oscar Mottura                                              |
| 27 lipca 1957 | Argentinos Juniors – Estudiantes La Plata 0:2 Rubén Koroch (2)                                        |
| 27 lipca 1957 | Ferro Carril Oeste – Newell’s Old Boys 3:2 Alberto Evaristo (2), Salvador Calvanese - José Yudica (2) |

### Kolejka 12
| Data            | Mecz |
| --------------- | --- |
| 4 sierpnia 1957 | Independiente – River Plate 0:3 Roberto Zárate, Norberto Menéndez, Héctor De Bourgoing                                                             |
| 4 sierpnia 1957 | Newell’s Old Boys – CA Huracán 2:1 José Yudica (k), Héctor Berón - Roberto Bellomo                                                                 |
| 4 sierpnia 1957 | CA Tigre – Racing Club de Avellaneda 1:1 Julio Porcel de Peralta - Manuel Blanco                                                                   |
| 4 sierpnia 1957 | Boca Juniors – Argentinos Juniors 0:1 Héctor Tedeschi                                                                                              |
| 4 sierpnia 1957 | San Lorenzo de Almagro – Gimnasia y Esgrima La Plata 8:1 Miguel A. Ruiz, Pedro Galeano s, José R. Herrera (3), José F. Sanfilippo (3) - Diego Bayo |
| 4 sierpnia 1957 | Estudiantes La Plata – Ferro Carril Oeste 2:1 Ricardo Infante, Rubén Koroch - Ricardo Fox                                                          |
| 4 sierpnia 1957 | Atlanta Buenos Aires – Club Atlético Lanús 4:1 Juan C. Russo (3), José Fernández Den - José Nazionale                                              |
| 4 sierpnia 1957 | Vélez Sarsfield – Rosario Central 2:1 Norberto Conde, Juan C. Biagoli s - Oscar Mottura                                                            |

### Kolejka 13
| Data             | Mecz |
| ---------------- | --- |
| 11 sierpnia 1957 | River Plate – Atlanta Buenos Aires 4:1 Norberto Menéndez (2), Roberto Zárate (2, 1k) - José Fernández Den (k)         |
| 11 sierpnia 1957 | Ferro Carril Oeste – Boca Juniors 0:0                                                                                 |
| 11 sierpnia 1957 | Racing Club de Avellaneda – Independiente 2:3 Oreste Corbatta (k), Norberto Cupo - Ricardo Bonelli (2), Rubén Miranda |
| 11 sierpnia 1957 | Rosario Central – San Lorenzo de Almagro 1:2 Alberto Chávez - Miguel A. Ruiz, José F. Sanfilippo                      |
| 11 sierpnia 1957 | Argentinos Juniors – CA Tigre 2:0 Pedro Callá, Guillermo Milne (k)                                                    |
| 11 sierpnia 1957 | Gimnasia y Esgrima La Plata – Newell’s Old Boys 1:1 Osmar Stelman - Osvaldo Fontana                                   |
| 11 sierpnia 1957 | Club Atlético Lanús – Vélez Sarsfield 2:3 José V. Zurita, José Nazionale (k) - Norberto Conde, Ludovico Avio (2)      |
| 11 sierpnia 1957 | CA Huracán – Estudiantes La Plata 4:1 Norberto Méndez (3), Julio Boreni - Felipe Bracamonte                           |

### Kolejka 14
| Data             | Mecz |
| ---------------- | --- |
| 15 sierpnia 1957 | Vélez Sarsfield – River Plate 2:2 Ángel Allegri (2, 1k) - Norberto Menéndez, Roberto Zárate                                                      |
| 15 sierpnia 1957 | Atlanta Buenos Aires – Racing Club de Avellaneda 2:3 Norberto De Sanzo, Horacio Onzari (k) - Pedro Manfredini (k), Raúl O. Belén, Evaristo Sande |
| 15 sierpnia 1957 | San Lorenzo de Almagro – Club Atlético Lanús 3:1 Ángel Cigna (2), José R. Herrera - Urbano Reynoso                                               |
| 15 sierpnia 1957 | Estudiantes La Plata – Newell’s Old Boys 0:0 |
| 15 sierpnia 1957 | Independiente – Argentinos Juniors 0:0 |
| 15 sierpnia 1957 | CA Tigre – Ferro Carril Oeste 2:1 Julio Porcel de Peralta, Adalberto Rodríguez - Tubaro                                                          |
| 15 sierpnia 1957 | Rosario Central – Gimnasia y Esgrima La Plata 4:1 Juan A. Castro (2), Oscar Mottura, José M. Minni - Diego Bayo                                  |
| 15 sierpnia 1957 | Boca Juniors – CA Huracán 0:0 |

### Kolejka 15
| Data             | Mecz                                                                                            |
| ---------------- | ----------------------------------------------------------------------------------------------- |
| 18 sierpnia 1957 | River Plate – San Lorenzo de Almagro 1:1 Ángel Labruna - José F. Sanfilippo                     |
| 18 sierpnia 1957 | Newell’s Old Boys – Boca Juniors 0:0                                                            |
| 18 sierpnia 1957 | Gimnasia y Esgrima La Plata – Estudiantes La Plata 0:1 Héctor Antonio                           |
| 18 sierpnia 1957 | CA Huracán – CA Tigre 4:1 Roberto Bellomo (3), Norberto Méndez - Julio Porcel de Peralta        |
| 18 sierpnia 1957 | Racing Club de Avellaneda – Vélez Sarsfield 1:1 Evaristo Sande - Norberto Conde                 |
| 18 sierpnia 1957 | Club Atlético Lanús – Rosario Central 1:0 Benito Cejas                                          |
| 18 sierpnia 1957 | Ferro Carril Oeste – Independiente 1:2 Alberto Evaristo - Oscar López, Norberto Raffo           |
| 18 sierpnia 1957 | Argentinos Juniors – Atlanta Buenos Aires 2:1 Juan Nawacky, Héctor Tedeschi - Guillermo Milne s |

### Kolejka 16
| Data             | Mecz |
| ---------------- | --- |
| 25 sierpnia 1957 | River Plate – Rosario Central 2:1 Héctor De Bourgoing, Ángel Labruna - Alberto Sánchez                                              |
| 25 sierpnia 1957 | Racing Club de Avellaneda – San Lorenzo de Almagro 1:0 Pedro Manfredini                                                             |
| 25 sierpnia 1957 | Newell’s Old Boys – CA Tigre 2:0 Roberto Puppo, Luis Pereyra                                                                        |
| 25 sierpnia 1957 | CA Huracán – Independiente 1:0 Miguel Romero                                                                                        |
| 25 sierpnia 1957 | Estudiantes La Plata – Boca Juniors 3:1 Antonio Ruggeri, Perfecto Rodríguez, Juan A. Falcón - Amadeo Colángelo                      |
| 25 sierpnia 1957 | Argentinos Juniors – Vélez Sarsfield 3:3 Pedro Callá, Oscar Di Stéfano, José A. Carbone - Marcelo López Espinosa (2), Ludovico Avio |
| 25 sierpnia 1957 | Ferro Carril Oeste – Atlanta Buenos Aires 1:1 Tubaro - Osvaldo Güenzatti                                                            |
| 25 sierpnia 1957 | Club Atlético Lanús – Gimnasia y Esgrima La Plata 2:2 Bernabé Carranza, Urbano Reynoso - Diego Bayo (2)                             |

### Kolejka 17
| Data            | Mecz |
| --------------- | --- |
| 1 września 1957 | Club Atlético Lanús – River Plate 0:0                                                                             |
| 1 września 1957 | San Lorenzo de Almagro – Argentinos Juniors 1:0 José F. Sanfilippo                                                |
| 1 września 1957 | Atlanta Buenos Aires – CA Huracán 3:1 Horacio Onzari (2), Luis Bravo - Roberto Bellomo                            |
| 1 września 1957 | Vélez Sarsfield – Ferro Carril Oeste 3:1 Norberto Conde, Francisco Devita s, Ludovico Avio - Alberto Evaristo (k) |
| 1 września 1957 | Independiente – Newell’s Old Boys 4:0 Norberto Raffo (3), José N. Villegas                                        |
| 1 września 1957 | Rosario Central – Racing Club de Avellaneda 1:2 Oscar Mottura - Juan C. Mendiburu, Pedro Manfredini               |
| 1 września 1957 | CA Tigre – Estudiantes La Plata 3:1 Oscar Casanovas (2), Omar H. García - Ricardo Infante                         |
| 1 września 1957 | Gimnasia y Esgrima La Plata – Boca Juniors 1:3 Diego Bayo - Eduardo Senés (2), Pedro Mansilla                     |

### Kolejka 18
| Data            | Mecz |
| --------------- | --- |
| 8 września 1957 | River Plate – Gimnasia y Esgrima La Plata 2:0 Norberto Menéndez (2)                                          |
| 8 września 1957 | Racing Club de Avellaneda – Club Atlético Lanús 1:0 Juan C. Mendiburu                                        |
| 8 września 1957 | Boca Juniors – CA Tigre 2:1 Amadeo Colángelo, Fernando Gianserra s - Omar H. García                          |
| 8 września 1957 | Estudiantes La Plata – Independiente 0:0                                                                     |
| 8 września 1957 | Newell’s Old Boys – Atlanta Buenos Aires 0:0                                                                 |
| 8 września 1957 | CA Huracán – Vélez Sarsfield Sarfield 1:1 Orlando Peloso - Norberto Conde (k)                                |
| 8 września 1957 | Ferro Carril Oeste – San Lorenzo de Almagro 0:0                                                              |
| 8 września 1957 | Argentinos Juniors – Rosario Central 1:3 Ricardo Trigili - Alberto Sánchez, Miguel A. Juárez, Juan A. Castro |

### Kolejka 19
| Data             | Mecz                                                                                            |
| ---------------- | ----------------------------------------------------------------------------------------------- |
| 15 września 1957 | River Plate – Racing Club de Avellaneda 2:1 Eliseo Prado, Roberto Zárate (k) - Pedro Manfredini |
| 15 września 1957 | San Lorenzo de Almagro – CA Huracán 1:0 Norberto Boggio                                         |
| 15 września 1957 | Independiente – Boca Juniors 1:0 Norberto Raffo                                                 |
| 15 września 1957 | Club Atlético Lanús – Argentinos Juniors 1:1 Ramón Moyano - Mario Sciarra                       |
| 15 września 1957 | Vélez Sarsfield – Newell’s Old Boys 3:1 Ernesto Sansone, Norberto Conde (2, 1k) - Héctor Berón  |
| 15 września 1957 | Rosario Central – Ferro Carril Oeste 1:0 Juan A. Castro                                         |
| 15 września 1957 | Gimnasia y Esgrima La Plata – CA Tigre 3:0 Osmar Stelman, Eduardo Domínguez, Diego Bayo         |
| 15 września 1957 | Atlanta Buenos Aires – Estudiantes La Plata 1:1 Horacio Onzari (k) - Ricardo Infante            |

### Kolejka 20
| Data             | Mecz |
| ---------------- | --- |
| 22 września 1957 | Argentinos Juniors – River Plate 4:1 Pedro Callá (2), Guillermo Milne (k), Mario Sciarra - Norberto Menéndez mecz rozegrany został na stadionie klubu San Lorenzo de Almagro |
| 22 września 1957 | Boca Juniors – Atlanta Buenos Aires 4:0 Amadeo Colángelo, Miguel A. Basílico, Osvaldo Biaggio (2)                                                                            |
| 22 września 1957 | Racing Club de Avellaneda – Gimnasia y Esgrima La Plata 3:0 Pedro Manfredini (2), Juan C. Mendiburu                                                                          |
| 22 września 1957 | CA Tigre – Independiente 0:1 José N. Villegas |
| 22 września 1957 | Ferro Carril Oeste – Club Atlético Lanús 3:0 Ricardo Fox, Nelson Martínez, Ernesto Juárez                                                                                    |
| 22 września 1957 | Estudiantes La Plata – Vélez Sarsfield 1:1 Ricardo Infante - Ludovico Avio                                                                                                   |
| 22 września 1957 | CA Huracán – Rosario Central 2:0 E. Sánchez, Roberto Jiménez |

### Kolejka 21
| Data             | Mecz |
| ---------------- | --- |
| 29 września 1957 | River Plate – Ferro Carril Oeste 7:0 Héctor Bourgoing (2), Eliseo Prado, Ángel Labruna (2), Roberto Zárate, Héctor Scandoli                                          |
| 29 września 1957 | Vélez Sarsfield – Boca Juniors 4:0 Norberto Conde (2), Ludovico Avio (2)                                                                                             |
| 29 września 1957 | Rosario Central – Newell’s Old Boys 3:1 Oscar Mottura, Ricardo F. Giménez, Miguel A. Juárez - José Yudica                                                            |
| 29 września 1957 | Racing Club de Avellaneda – Argentinos Juniors 5:2 José M. Ferrero, Oreste Corbatta (k), Juan C. Mendiburu, Pedro Manfredini (2) - Oscar Di Stéfano, Ricardo Trigili |
| 29 września 1957 | San Lorenzo de Almagro – Estudiantes La Plata 5:1 Miguel A. Ruiz, Norberto Boggio (2), José F. Sanfilippo, Ángel Cigna - Diego Arizaga                               |
| 29 września 1957 | Gimnasia y Esgrima La Plata – Independiente 1:0 Eduardo Domínguez |
| 29 września 1957 | Atlanta Buenos Aires – CA Tigre 2:1 Luis Bravo (2) - Omar H. García                                                                                                  |
| 29 września 1957 | Club Atlético Lanús – CA Huracán 2:0 Ramón Moyano (2, 1k) |

### Kolejka 22
| Data             | Mecz |
| ---------------- | --- |
| 3 listopada 1957 | CA Huracán – River Plate 0:0                                                                                           |
| 3 listopada 1957 | Ferro Carril Oeste – Racing Club de Avellaneda 1:2 Alberto Evaristo - Juan J. Pizzuti, Oreste Corbatta (k)             |
| 3 listopada 1957 | Argentinos Juniors – Gimnasia y Esgrima La Plata 3:2 Ricardo Trigili (2), Pedro Callá - Diego Bayo, Martín Rosales     |
| 3 listopada 1957 | Independiente – Atlanta Buenos Aires 2:0 Oscar López, Norberto Raffo                                                   |
| 3 listopada 1957 | Boca Juniors – San Lorenzo de Almagro 4:2 Juan J. Rodríguez (2), Amadeo Colángelo (2) - Norberto Boggio, Raúl Martínez |
| 3 listopada 1957 | CA Tigre – Vélez Sarsfield 0:2 Norberto Conde (2)                                                                      |
| 3 listopada 1957 | Newell’s Old Boys – Club Atlético Lanús 2:1 Luis Pereyra, Manuel Barrionuevo - Alfredo Rojas                           |
| 3 listopada 1957 | Estudiantes La Plata – Rosario Central 2:1 Ricardo Infante, Rubén Koroch - Juan A. Castro                              |

### Kolejka 23
| Data              | Mecz |
| ----------------- | --- |
| 10 listopada 1957 | River Plate – Newell’s Old Boys 1:0 Eliseo Prado |
| 10 listopada 1957 | Rosario Central – Boca Juniors 1:3 Poy (k) - Herminio González (2, 1k), Amadeo Colángelo                                                                   |
| 10 listopada 1957 | Vélez Sarsfield – Independiente 1:0 Ludovico Avio |
| 10 listopada 1957 | San Lorenzo de Almagro – CA Tigre 2:1 Norberto Boggio, Miguel A. Ruiz - Julio Porcel de Peralta                                                            |
| 10 listopada 1957 | Gimnasia y Esgrima La Plata – Atlanta Buenos Aires 2:5 Ángel Schandlein, Martín Rosales - Osvaldo Güenzatti, José Fernández Den (2, 1k), Juan C. Russo (2) |
| 10 listopada 1957 | Argentinos Juniors – Ferro Carril Oeste 1:1 Ricardo Trigili - Salvador Calvanese                                                                           |
| 10 listopada 1957 | Club Atlético Lanús – Estudiantes La Plata 1:2 Ramón Moyano - Héctor Zapa, Ricardo Infante                                                                 |
| 10 listopada 1957 | Racing Club de Avellaneda – CA Huracán 5:0 Oreste Corbatta (3, 1k), Juan J. Kellemen, Juan J. Pizzuti                                                      |

### Kolejka 24
| Data              | Mecz |
| ----------------- | --- |
| 17 listopada 1957 | Estudiantes La Plata – River Plate 2:1 Héctor Ruggeri, Ricardo Infante - Miguel A. Rodríguez                                                    |
| 17 listopada 1957 | Boca Juniors – Club Atlético Lanús 2:1 Amadeo Colángelo, Alberto Cambiasso - Ramón Moyano                                                       |
| 17 listopada 1957 | Newell’s Old Boys – Racing Club de Avellaneda 2:0 Manuel Barrionuevo, Luis Pereyra                                                              |
| 17 listopada 1957 | Independiente – San Lorenzo de Almagro 2:2 Norberto Raffo, Ricardo Bonelli - José F. Sanfilippo, David Acevedo s                                |
| 17 listopada 1957 | CA Huracán – Argentinos Juniors 1:4 Miguel Romero - Orlando Nappe, Pedro Callá (2), Jorge Martín                                                |
| 17 listopada 1957 | Ferro Carril Oeste – Gimnasia y Esgrima La Plata 3:1 Salvador Calvanese (2), Alberto Evaristo - Diego Bayo                                      |
| 17 listopada 1957 | Atlanta Buenos Aires – Vélez Sarsfield 1:4 José Fernández Den (k) - Luis A. Manzi, Ernesto Sassone, Rodolfo Betinotti s, Marcelo López Espinosa |
| 17 listopada 1957 | CA Tigre – Rosario Central 2:2 Lucio Mansilla (2, 1k) - Juan A. Castro, Miguel A. Juárez                                                        |

### Kolejka 25
| Data              | Mecz |
| ----------------- | --- |
| 23 listopada 1957 | Rosario Central – Independiente 0:0 |
| 24 listopada 1957 | River Plate – Boca Juniors 5:3 Norberto Menéndez, Roberto Zárate (3, 1k), Miguel A. Rodríguez - Osvaldo Biaggio (2), Juan J. Rodríguez                      |
| 24 listopada 1957 | San Lorenzo de Almagro – Atlanta Buenos Aires 0:2 Héctor Zarelli, Osvaldo Güenzatti                                                                         |
| 24 listopada 1957 | Ferro Carril Oeste – CA Huracán 2:5 Alberto Evaristo, Nelson Martínez - Alberto Violi (3), Miguel Romero, Roberto Bellomo                                   |
| 24 listopada 1957 | Racing Club de Avellaneda – Estudiantes La Plata 2:2 Oreste Corbatta, Juan J. Kellemen - Perfecto Rodríguez, Héctor Antonio                                 |
| 24 listopada 1957 | Club Atlético Lanús – CA Tigre 1:2 Benito Cejas - Lucio Mansilla, Eugenio Aguilar                                                                           |
| 24 listopada 1957 | Gimnasia y Esgrima La Plata – Vélez Sarsfield 2:1 Ismael Villegas (2, 1k) - Norberto Conde (k)                                                              |
| 24 listopada 1957 | Argentinos Juniors – Newell’s Old Boys 5:3 Aldo Mastrogiuseppe s, Pedro Callá, Guillermo Milne (k), Ricardo Trigili (2) - Luis Pereyra (2, 2k), José Yudica |

### Kolejka 26
| Data              | Mecz |
| ----------------- | --- |
| 29 listopada 1957 | Independiente – Club Atlético Lanús 3:1 Oscar López (3) - Urbano Reynoso                                               |
| 1 grudnia 1957    | CA Tigre – River Plate 0:0                                                                                             |
| 1 grudnia 1957    | Vélez Sarsfield – San Lorenzo de Almagro 1:1 Norberto Conde (k) - José F. Sanfilippo (k)                               |
| 1 grudnia 1957    | Newell’s Old Boys – Ferro Carril Oeste 4:0 Manuel Barrionuevo (2), Natalio Salas s, Luis Pereyra                       |
| 1 grudnia 1957    | CA Huracán – Gimnasia y Esgrima La Plata 0:2 José Maravilla (2)                                                        |
| 1 grudnia 1957    | Atlanta Buenos Aires – Rosario Central 0:0                                                                             |
| 1 grudnia 1957    | Estudiantes La Plata – Argentinos Juniors 4:3 Ricardo Infante (3, 1k), Héctor Antonio - Mario Sciarra, Pedro Callá (2) |
| 1 grudnia 1957    | Boca Juniors – Racing Club de Avellaneda 3:0 Juan J. Rodríguez, Herminio González (2)                                  |

### Kolejka 27
| Data           | Mecz |
| -------------- | --- |
| 4 grudnia 1957 | Gimnasia y Esgrima La Plata – San Lorenzo de Almagro 1:1 Ismael Villegas (k) - Ángel Cigna |
| 4 grudnia 1957 | Ferro Carril Oeste – Estudiantes La Plata 3:3 Ricardo Fox, Salvador Calvanese y Nelson Martínez - Ricardo Infante, Juan A. Falcón (2) |
| 4 grudnia 1957 | Racing Club de Avellaneda – CA Tigre 2:0 Oreste Corbatta (k), Juan J. Kellemen |
| 4 grudnia 1957 | Club Atlético Lanús – Atlanta Buenos Aires 1:1 Benito Cejas - Osvaldo Güenzatti |
| 4 grudnia 1957 | Rosario Central – Vélez Sarsfield 4:0 Miguel A. Juárez (3, 1k), Alberto Camilo |
| 4 grudnia 1957 | CA Huracán – Newell’s Old Boys 1:0 Osvaldo Crosta |
| 4 grudnia 1957 | Argentinos Juniors – Boca Juniors 0:0 mecz rozegrany został na stadionie klubu San Lorenzo de Almagro |
| 5 grudnia 1957 | River Plate – Independiente 2:0 (0:0) Widzowie: 20 000 Sędzia: Mario Vecchio. Bramki: 1:0 Ángel Amadeo Labruna 87, 2:0 Norberto Menéndez 88 Club Atlético River Plate: Amadeo Raúl Carrizo – Alfredo Ricardo Pérez, Federico Vairo, Oscar Hernán Mantegari, Juan Eulogio Urriolabeitía, Pascasio Gilberto Sola; Héctor Adolfo De Bourgoing, Eliseo Prado, Norberto Menéndez, Ángel Amadeo Labruna, Roberto Héctor Zárate. CA Independiente: Julio Cozzi – Carlos Ángel Scherl, Juan Alberto Bendazzi, David Acevedo, Víctor Rodolfo Rodríguez, José Varacka, Camilo Rodolfo Cervino, Norberto Santiago Raffo, Ricardo Bonelli, Oscar López, Osvaldo Héctor Cruz. |

### Kolejka 28
| Data           | Mecz |
| -------------- | --- |
| 8 grudnia 1957 | Atlanta Buenos Aires – River Plate 1:3 Alfredo Pérez s - Héctor Scandoli, Roberto Zárate, Héctor De Bourgoing    |
| 8 grudnia 1957 | Boca Juniors – Ferro Carril Oeste 1:0 Osvaldo Biaggio                                                            |
| 8 grudnia 1957 | Newell’s Old Boys – Gimnasia y Esgrima La Plata 2:1 Luis Pereyra (2) - Osmar Stelman                             |
| 8 grudnia 1957 | Independiente – Racing Club de Avellaneda 2:2 Juan A. Bendazzi, Norberto Raffo - Antonio Aguiar, Juan J. Pizzuti |
| 8 grudnia 1957 | Vélez Sarsfield – Club Atlético Lanús 2:1 Marcelo López Espinosa, Ángel Allegri (k) - Urbano Reynoso             |
| 8 grudnia 1957 | CA Tigre – Argentinos Juniors 4:1 Omar H. García, Eugenio Aguilar (3) - Orlando Nappe (k)                        |
| 8 grudnia 1957 | Estudiantes La Plata – CA Huracán 1:0 Rubén Koroch                                                               |
| 8 grudnia 1957 | San Lorenzo de Almagro – Rosario Central 2:0 Mario Marcantonio, Raúl Martínez                                    |

### Kolejka 29
| Data            | Mecz |
| --------------- | --- |
| 11 grudnia 1957 | River Plate – Vélez Sarsfield 5:0 Ángel Labruna (2), Norberto Menéndez, Roberto Zárate, Eliseo Prado                                    |
| 11 grudnia 1957 | Club Atlético Lanús – San Lorenzo de Almagro 3:2 Bernabé Carranza (2), José Nazionale - Ángel Cigna, José F. Sanfilippo                 |
| 11 grudnia 1957 | Ferro Carril Oeste – CA Tigre 2:0 Salvador Calvanese, Nelson Martínez                                                                   |
| 11 grudnia 1957 | CA Huracán – Boca Juniors 1:0 Norberto Méndez                                                                                           |
| 11 grudnia 1957 | Argentinos Juniors – Independiente 0:0 mecz rozegrany został na stadionie klubu San Lorenzo de Almagro                                  |
| 11 grudnia 1957 | Racing Club de Avellaneda – Atlanta Buenos Aires 5:1 Juan J. Pizutti, Eduardo Balassanian (3), Oreste Corbatta - José Fernández Den (k) |
| 11 grudnia 1957 | Newell’s Old Boys – Estudiantes La Plata 3:1 Juan C. Palloti (2), Constancio Aquino - Ricardo Infante (k)                               |
| 11 grudnia 1957 | Gimnasia y Esgrima La Plata – Rosario Central 3:2 Alfredo Martínez, Diego Bayo, José Maravilla - Antonio Ramírez, Osvaldo Colla         |

### Kolejka 30
| Data            | Mecz |
| --------------- | --- |
| 14 grudnia 1957 | Boca Juniors – Newell’s Old Boys 4:1 Antonio Rattín, Osvaldo Biaggio (2), José U. Farías - Roberto Puppo             |
| 14 grudnia 1957 | Rosario Central – Club Atlético Lanús 2:1 José M. Minni, Miguel La Rosa - Bernabé Carranza                           |
| 14 grudnia 1957 | Estudiantes La Plata – Gimnasia y Esgrima La Plata 2:2 Henry Magri, Perfecto Rodríguez - Ismael Villegas, Diego Bayo |
| 15 grudnia 1957 | San Lorenzo de Almagro – River Plate 5:1 Ángel Cigna (2), Alfredo Pérez s, José F. Sanfilippo (2) - Roberto Zárate   |
| 15 grudnia 1957 | Vélez Sarsfield – Racing Club de Avellaneda 2:1 Juan J. Ferraro, Ludovico Avio - Evaristo Sande                      |
| 15 grudnia 1957 | Atlanta Buenos Aires – Argentinos Juniors 2:2 Eduardo Bazarbachian (2) - Orlando Nappe (k), Héctor Pederzoli         |
| 15 grudnia 1957 | CA Tigre – CA Huracán 2:1 Lucio Mansilla, Humberto Franchi - Miguel Romero                                           |
| 15 grudnia 1957 | Independiente – Ferro Carril Oeste 1:0 Oscar López                                                                   |

### Końcowa tabela sezonu 1957
| Poz | Klub                        | Mecze | Zw | Rem | Por | Pkt | BrZd | BrStr |
| --- | --------------------------- | ----- | -- | --- | --- | --- | ---- | ----- |
| 1   | River Plate                 | 30    | 19 | 8   | 3   | 46  | 75   | 34    |
| 2   | San Lorenzo de Almagro      | 30    | 15 | 8   | 7   | 38  | 66   | 42    |
| 3   | Racing Club de Avellaneda   | 30    | 15 | 6   | 9   | 36  | 59   | 41    |
| 4   | Boca Juniors                | 30    | 13 | 8   | 9   | 34  | 45   | 34    |
| 5   | Vélez Sarsfield             | 30    | 12 | 10  | 8   | 34  | 42   | 43    |
| 6   | CA Huracán                  | 30    | 14 | 5   | 11  | 33  | 46   | 39    |
| 7   | Estudiantes La Plata        | 30    | 12 | 9   | 9   | 33  | 46   | 50    |
| 8   | Independiente               | 30    | 11 | 9   | 10  | 31  | 35   | 31    |
| 9   | Newell’s Old Boys           | 30    | 11 | 9   | 10  | 31  | 38   | 39    |
| 10  | Argentinos Juniors          | 30    | 9  | 10  | 11  | 28  | 49   | 57    |
| 11  | Rosario Central             | 30    | 10 | 7   | 13  | 27  | 40   | 37    |
| 12  | Atlanta Buenos Aires        | 30    | 7  | 10  | 13  | 24  | 37   | 53    |
| 13  | CA Tigre                    | 30    | 8  | 7   | 15  | 23  | 37   | 49    |
| 14  | Gimnasia y Esgrima La Plata | 30    | 8  | 7   | 15  | 23  | 37   | 62    |
| 15  | Club Atlético Lanús         | 30    | 7  | 8   | 15  | 22  | 44   | 57    |
| 16  | Ferro Carril Oeste          | 30    | 6  | 5   | 19  | 17  | 33   | 61    |

### Tablica spadkowa na koniec sezonu 1957
Tabela spadkowa zadecydowała o tym, które kluby spadną do drugiej ligi. O kolejności decydowała średnia liczba punktów zdobyta w pierwszej lidze w ostatnich dwóch sezonach w przeliczeniu na jeden rozegrany sezon.
| Poz | Klub                        | 1956 | 1957 | Średnia |
| --- | --------------------------- | ---- | ---- | ------- |
| 1   | River Plate                 | 43   | 46   | 44,5    |
| 2   | Racing Club de Avellaneda   | 39   | 36   | 37,5    |
| 3   | Boca Juniors                | 40   | 34   | 37,0    |
| 4   | Vélez Sarsfield             | 37   | 34   | 35,5    |
| 5   | San Lorenzo de Almagro      | 29   | 38   | 33,5    |
| 6   | Club Atlético Lanús         | 41   | 22   | 31,5    |
| 7   | Independiente               | 30   | 31   | 30,5    |
| 8   | Newell’s Old Boys           | 26   | 31   | 28,5    |
| 9   | Rosario Central             | 30   | 27   | 28,5    |
| 10  | Estudiantes La Plata        | 23   | 33   | 28,0    |
| 11  | CA Huracán                  | 23   | 33   | 28,0    |
| 12  | Argentinos Juniors          | 22   | 28   | 25,0    |
| 13  | Gimnasia y Esgrima La Plata | 26   | 23   | 24,5    |
| 14  | Atlanta Buenos Aires        | 0    | 24   | 24,0    |
| 15  | CA Tigre                    | 22   | 23   | 22,5    |
| 16  | Ferro Carril Oeste          | 27   | 17   | 22,0    |

### Klasyfikacja strzelców bramek 1957
| Gole | Piłkarz           | Klub                        |
| ---- | ----------------- | --------------------------- |
| 22   | Roberto Zárate    | River Plate                 |
| 19   | José Sanfilippo   | San Lorenzo de Almagro      |
| 17   | Diego Bayo        | Gimnasia y Esgrima La Plata |
| 14   | Norberto Menéndez | River Plate                 |
| 13   | Norberto Conde    | Vélez Sarsfield             |